# Manes (profeta)
Manes ou Mani (em persa médio e siríaco: Mānī; em grego koiné: Μάνης; em latim: Manes), também conhecido como Maniqueu (em grego: Μανιχαίος; em latim: Manichaeus; em siríaco: ܡܐܢܝ ܚܝܐ, Mānī ḥayyā, "Mani Vivo"; c. 216–276), foi um profeta de origem iraniana, fundador do maniqueísmo, uma religião gnóstica extinta atualmente, mas que foi bastante difundida durante a Antiguidade tardia. Manes nasceu em Ctesifonte (ou em suas proximidades), na satrapia do Assuristão (Assíria), à época parte do Império Parta. Seis de suas principais obras foram escritas no aramaico siríaco, e a sétima, dedicada ao monarca do império, Sapor I (r. 242–273), foi escrita no persa médio. Morreu em Bendosabora, já sob o Império Sassânida.

## Vida

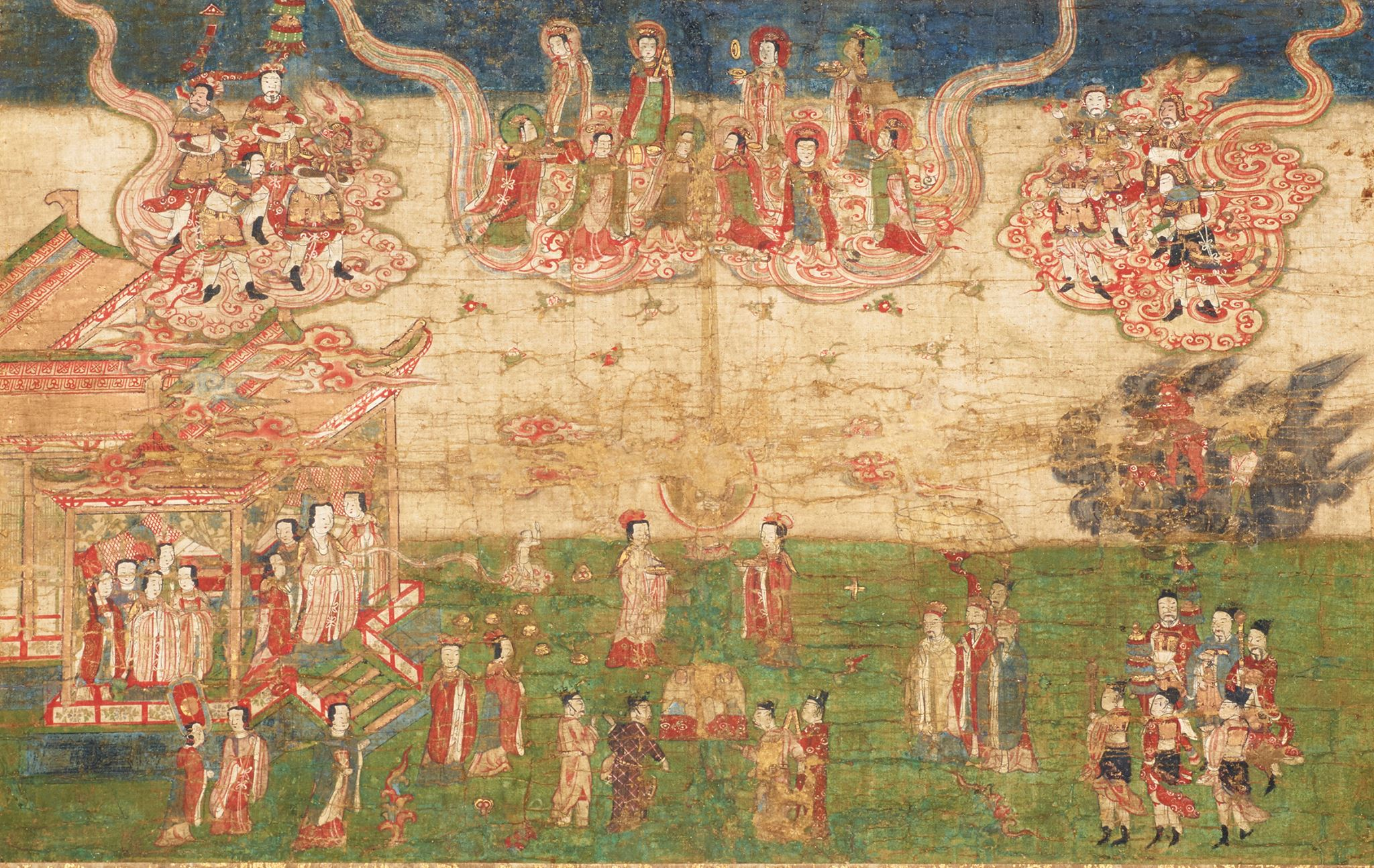
O nascimento de Manes, pintura de seda chinesa do século XIV.

Pouco se sabe, com certeza, a respeito da vida de Manes. Sabe-se que ele nasceu no que hoje é o Iraque (naquele tempo território do Império Sassânida) durante o século III. A data tanto de seu nascimento quanto de sua morte é incerta e varia de acordo com os autores. Teve, quando jovem ainda, uma visão em que seu anjo protetor o ordenava isolar-se do mundo para receber a revelação de uma nova religião, que seria a interpretação correta de diversas crenças religiosas da época. Depois de receber essa revelação, passou a pregar, na Pérsia, um novo entendimento do zoroastrismo, o qual tentou conciliar com os fundamentos do cristianismo. Dotado de grande aptidão para aprender línguas, viajou pela Índia, China e Tibete, de onde recolheu ensinamentos religiosos e filosóficos que acrescentou a sua religião. Após gozar da proteção do rei Sapor I, sofreu perseguição dos sacerdotes do zoroastrismo, os Magos, durante o reinado de Vararanes I (r. 274–277). Preso e condenado como herege, teria sido, segundo a tradição, esfolado vivo e sua carne atirada ao fogo, enquanto que sua pele, crucificada em praça pública na cidade de Bendosabora.
A sua vida é descrita no Vita Mani escrito em grego, mas de origem aramaica.